# 北九水站
北九水站位于中华人民共和国山东省青岛市崂山区蓬黃线，是青岛地铁11号线的地铁车站。2018年4月23日开通。